# Pawaté
Pawaté (Pawatê, Pauatê), izumrla skupina Tupi-Kawahiba koji su možda bili srodni Wiraféd Indijancima i govorili srodnimn dijalektom ili dijalektima porodice tupian.